# Кацбальгер

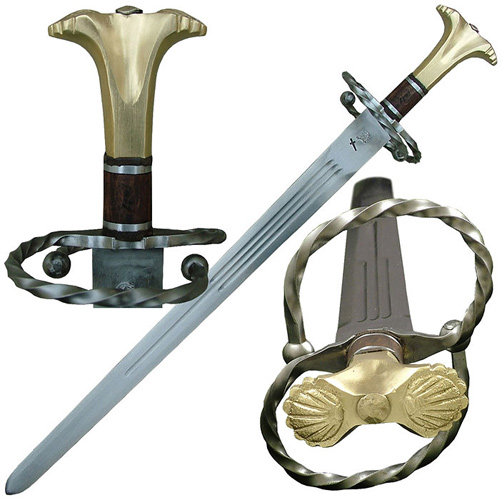
Кацбальгер

Кацбальгер (нім. Katzbalger, у перекладі «кішкодер», «забіяка») — короткий меч ландскнехтів. Слугував додатковою зброєю для ближніх боїв («котячих бійок»), оскільки основними видами зброї були довші піки, алебарди, дворучні мечі або ручна вогнепальна зброя (наприклад, аркебузи). Найбільшого поширення кацбальгер набув у XVI столітті, в період розквіту ландскнехтів — німецьких найманців. Також застосовувався артилеристами та офіцерами.
З питання походження назви існує кілька версій. В одній з них назва походить від того, що піхви меча обтягувалися котячими шкурами: німецькою «katze» — кішка, а «balg» — хутро (шкіра) тварини. Але більш правдоподібною версією видається походження від німецького «balgen» — сварка і вищезгаданого «katze». Тоді виходить «котяча сварка» або «котяче звалище», під яким в той час йшлося про інтенсивний ближній бій.
Довжина кацбальгерів коливалася від 70 до 85 сантиметрів. Але вага при цьому від 1 до 2 кілограм. Кацбальгер — широкий дволезий меч з погано вираженим вістрям, більше призначений для рубаючих ударів. Внаслідок довжини та ваги в ближньому бою у нього була перевага перед кинджалом. Кацбальгер відрізняється характерною великою гардою в формі літери S, руків'я коротке металеве. Меч носили в шкіряних або металевих піхвах, підвішуючи до поясного ременя в горизонтальному положенні. Кацбальгер був розроблений з великою гардою у вигляді вісімки, яка захищала руку в разі, якщо меч супротивника ковзав вниз по клинку.
Використовувався він, коли противник підходив на близьку відстань і дворучні мечі, древкова та інша зброя далекого бою ставала мало ефективною. Кацбальгери відходять у минуле разом з ландскнехтами, коли до кінця XVI століття припиняє своє існування звичай їх наймати. Але, з усім тим, за такий коротку службу, терміном менше ніж століття, кацбальгери нарівні з піками або дворучними «цвайхендерами» ефективно використовувалися найманцями.